# Olivier Gnakabi Ottro
 (décembre 2016).
Si vous disposez d'ouvrages ou d'articles de référence ou si vous connaissez des sites web de qualité traitant du thème abordé ici, merci de compléter l'article en donnant les références utiles à sa vérifiabilité et en les liant à la section « Notes et références ».
Olivier Gnakabi Ottro, né vers 1981, est un footballeur ivoirien évoluant au poste d'avant-centre. 
En 2010 il joue au Issia Wazy Football Club.

## Biographie
En Ligue 1 Orange 2007, Gnakabi Ottro termine 2e meilleur buteur avec 14 réalisations derrière Lebry Ouraga de l'ES Bingerville (16 buts) et devant Idriss Adbul Nafiu de l'ASEC Mimosas (9 buts). Lors du mercato de pré-saison de la MTN Ligue 1 2008, Olivier Ottro, très convoité, quitte l'Africa Sport, champion de Côte d'Ivoire, pour aller chez son grand rival, la Société Omnisports de l'Armée de Yamoussoukro. En septembre 2008, il signe au Stade tunisien. 

## Carrière
- - 2007 : Séwé Sports de San-Pédro
- 2007-2008 : Africa Sports National
- 2008 : Société Omnisports de l'Armée
- 2008 - : Stade tunisien

## Palmarès
- Champion de Côte d'Ivoire en 2007
- 2e meilleur buteur du Championnat national 2007 (Côte d'Ivoire) avec 14 réalisations
- Vainqueur de la Coupe Félix-Houphouët-Boigny 2006
- Finaliste de la Coupe de Côte d'Ivoire 2005
- 3e meilleure buteur du Championnat national 2008 (Côte d'Ivoire) avec 10 buts